# Erich Bagge
Erich Rudolf Bagge (ur. 30 maja 1912 w Neustadt bei Coburg, zm. 5 czerwca 1996 w Kilonii) – niemiecki naukowiec. 

## Życiorys
Studiował pod kierunkiem Wernera Heisenberga, który był promotorem jego doktoratu i habilitacji. 
Był uczestnikiem niemieckich badań atomowych, w tym wojskowego zastosowania energii jądrowej. Pracował jako asystent w Kaiser-Wilhelm-Institut für Physik w Berlinie. 
Po II wojnie światowej został w 1948 profesorem na Uniwersytecie w Hamburgu w 1948 roku. Badał możliwości wykorzystania energii jądrowej do napędu statków handlowych, w latach 60. pod jego nadzorem zbudowano masowiec wyposażony w reaktor atomowy, NS „Otto Hahn”. W tym samym czasie doprowadził do zainstalowania reaktora badawczego w Geesthacht koło Hamburga, wykorzystanego do badania materiałów rozszczepialnych.